# Lee Jung-woon
Đây là một tên người Triều Tiên, họ là Lee.
Lee Jung-Woon (sinh ngày 5 tháng 5 năm 1980) là một cầu thủ bóng đá Hàn Quốc thi đấu cho Gangneung City cho mượn từ Gangwon FC ở K League.

## Sự nghiệp bóng đá

### Sự nghiệp ban đầu
Anh sinh ra ở Samcheok, Gangwon và lớn lên ở Gangwon until adulthood. Lee học tập tại Đại học Sungkyunkwan ở Seoul từ 1999 đến 2002. Anh đạt danh hiệu Cầu thủ xuất sắc nhất tại Autumn College League Tournament 2000 (Hangul: 2000년 전국추계대학축구연맹전).

### K League
Sau khi tốt nghiệp đại học, anh chơi bóng tại K League Chunnam Dragons. Lee ghi 5 bàn và có 25 trận ra sân trong 3 năm. Khi mùa giải 2005 kết thúc, anh trở thành cầu thủ tự do. Anh thử việc ở đội bóng tại La Liga Deportivo Alavés nhưng thất bại và anh trở lại Hàn Quốc mùa hè năm 2006.

### Giải Quốc gia Hàn Quốc
Khi anh trở lại South Korea, đã hết thời hạn đăng kí K League. Vì vậy anh gia nhập đội bóng tại Giải Quốc gia Hàn Quốc Gangneung City FC ở quê nhà. Sau 3 năm tại Gangneung, anh rời đội bóng để thực hiện nghĩa vụ quân sự trong 2 năm.

### Trở lại K League
Vào tháng 7 năm 2010, ngay khi hoàn thành nghĩa vụ, anh thử việc tại Gangwon FC. Vào 12 tháng 7 năm 2010, anh gia nhập Gangwon FC. Ngày 24 tháng 7 năm 2010, anh có trận đấu đầu tiên cho Gangwon trước Jeonbuk ở Gangneung khi ngồi ghế dự bị. Anh trở lại Gangneung City FC sau mùa giải 2010.
Ngày 4 tháng 7 năm 2011, anh chuyển đến Gangwon FC.

## Thống kê sự nghiệp câu lạc bộ
Tính đến 12 tháng 7 năm 2012
| Thành tích câu lạc bộ | Thành tích câu lạc bộ | Thành tích câu lạc bộ  | Giải vô địch | Giải vô địch | Cúp     | Cúp       | Cúp Liên đoàn | Cúp Liên đoàn | Tổng cộng | Tổng cộng |
| Mùa giải              | Câu lạc bộ            | Giải vô địch           | Số trận      | Bàn thắng    | Số trận | Bàn thắng | Số trận       | Bàn thắng     | Số trận   | Bàn thắng |
| Hàn Quốc              | Hàn Quốc              | Hàn Quốc               | Giải vô địch | Giải vô địch | Cúp KFA | Cúp KFA   | Cúp Liên đoàn | Cúp Liên đoàn | Tổng cộng | Tổng cộng |
| --------------------- | --------------------- | ---------------------- | ------------ | ------------ | ------- | --------- | ------------- | ------------- | --------- | --------- |
| 2003                  | Chunnam Dragons       | K League               | 1            | 0            | 0       | 0         | -             | -             | 1         | 0         |
| 2004                  | Chunnam Dragons       | K League               | 4            | 1            | 1       | 0         | 4             | 0             | 9         | 1         |
| 2005                  | Chunnam Dragons       | K League               | 19           | 4            | 3       | 0         | 3             | 0             | 25        | 4         |
| 2006                  | Gangneung City        | Giải Quốc gia Hàn Quốc | 13           | 0            | 1       | 0         | -             | -             | 14        | 0         |
| 2007                  | Gangneung City        | Giải Quốc gia Hàn Quốc | 8            | 2            | 1       | 0         | -             | -             | 9         | 2         |
| 2008                  | Gangneung City        | Giải Quốc gia Hàn Quốc | 12           | 1            | 1       | 0         | -             | -             | 13        | 1         |
| 2010                  | Gangwon FC            | K League               | 1            | 0            | 0       | 0         | 0             | 0             | 1         | 0         |
| 2011                  | Gangneung City        | Giải Quốc gia Hàn Quốc | 11           | 4            | 1       | 1         | -             | -             | 12        | 5         |
| 2011                  | Gangwon FC            | K League               | 11           | 1            | 1       | 0         | 0             | 0             | 12        | 1         |
| 2012                  | Gangwon FC            | K League               | 0            | 0            | 2       | 0         | -             | -             | 2         | 0         |
| Tổng cộng sự nghiệp   | Tổng cộng sự nghiệp   | Tổng cộng sự nghiệp    | 80           | 13           | 11      | 1         | 7             | 0             | 98        | 14        |